# UBE2Z
UBE2Z (англ. Ubiquitin conjugating enzyme E2 Z) – білок, який кодується однойменним геном, розташованим у людей на короткому плечі 17-ї хромосоми. Довжина поліпептидного ланцюга білка становить 354 амінокислот, а молекулярна маса — 38 210.
| 10         |  | 20         |  | 30         |  | 40         |  | 50         |
| ---------- |  | ---------- |  | ---------- |  | ---------- |  | ---------- |
| MAESPTEEAA |  | TAGAGAAGPG |  | ASSVAGVVGV |  | SGSGGGFGPP |  | FLPDVWAAAA |
| AAGGAGGPGS |  | GLAPLPGLPP |  | SAAAHGAALL |  | SHWDPTLSSD |  | WDGERTAPQC |
| LLRIKRDIMS |  | IYKEPPPGMF |  | VVPDTVDMTK |  | IHALITGPFD |  | TPYEGGFFLF |
| VFRCPPDYPI |  | HPPRVKLMTT |  | GNNTVRFNPN |  | FYRNGKVCLS |  | ILGTWTGPAW |
| SPAQSISSVL |  | ISIQSLMTEN |  | PYHNEPGFEQ |  | ERHPGDSKNY |  | NECIRHETIR |
| VAVCDMMEGK |  | CPCPEPLRGV |  | MEKSFLEYYD |  | FYEVACKDRL |  | HLQGQTMQDP |
| FGEKRGHFDY |  | QSLLMRLGLI |  | RQKVLERLHN |  | ENAEMDSDSS |  | SSGTETDLHG |
| SLRV       |  |            |  |            |  |            |  |            |

A: Аланін

C: Цистеїн

D: Аспарагінова кислота

E: Глутамінова кислота

F: Фенілаланін

G: Гліцин

H: Гістидин

I: Ізолейцин

K: Лізин

L: Лейцин

M: Метіонін

N: Аспарагін

P: Пролін

Q: Глутамін

R: Аргінін

S: Серин

T: Треонін

V: Валін

W: Триптофан

Кодований геном білок за функціями належить до трансфераз, фосфопротеїнів. 
Задіяний у таких біологічних процесах, як апоптоз, убіквітинування білків, альтернативний сплайсинг. 
Білок має сайт для зв'язування з АТФ, нуклеотидами. 
Локалізований у цитоплазмі, ядрі.